# کتابخانه‌های عمومی شهر تهران
کتابخانه‌های عمومی شهر تهران در شهر تهران وابسته به سازمان فرهنگی هنری شهرداری تهران (وابسته به شهرداری)، نهاد کتابخانه‌های عمومی کشور یا تحت پوشش وزارت فرهنگ و ارشاد اسلامی تهران می‌باشند. تعداد کتابخانه‌های زیر نظر شهرداری تهران در سطح شهر ۲ برابر کتابخانه‌های تحت مدیریت وزارت ارشاد است.
ماده ۶ قانون تأسیس و نحوه اداره کتابخانه‌های عمومی ایران مصوب ۱۷/۱۲/۸۲ که ملاک عمل خزانه‌داری کل کشور در این خصوص می‌باشد شهرداری‌ها را مکلف به اختصاص حداقل نیم درصد از درآمدهای خود به انجمن کتابخانه‌های شهر نموده‌است.
بنا به آمارهایی، ۲۴۰۰ کتابخانه زیر نظر نهاد عمومی کتابخانه‌های کشور ایران فعالیت می‌کند که از این تعداد تنها ۳۸ کتابخانه در شهر تهران فعال هستند، در مقابل، شهرداری تهران مسئولیت اداره ۴۰۰ کتابخانه را در سطح شهر بر عهدهٔ خود گرفته‌است.
شهرداری به‌عنوان متولی سیاست‌گذاری و برنامه‌ریزی بخش عمده‌ای از کتابخانه‌های شهر تهران، بنا به گزارش تحقیقی ۱۲۰ کتابخانه عمومی با ۵۲۵۱۰ مترمربع فضای مطالعه، ۱۵۸۹۶۸۴ جلد کتاب، ۲۳۶۸۲۹ نفر عضو فعال و ۳۹۲ نفر کتابدار را تحت مدیریت خود دارد که این کتابخانه‌ها با بیش از ۴٬۰۰۰٬۰۰۰ مراجعه در سال، در زمره پرمراجعه‌ترین مراکز فرهنگی شهر به‌شمار می‌آیند.
بر اساس گزارشی در شهریور سال ۱۳۹۴ کتابخانه‌های معاونت فرهنگی اجتماعی شهرداری تهران در یک مراسم رسمی به مجموعه کتابخانه‌های تحت پوشش سازمان فرهنگی هنری شهرداری تهران می‌پیوستند و به‌این‌ترتیب، تعداد کتابخانه‌های این سازمان از ۸۱ به ۳۴۰ باب افزایش می‌یافت و به‌این‌ترتیب مدیریت تمام کتابخانه‌های تحت پوشش شهرداری تهران یکپارچه شد.

## تاریخچه
در سال ۱۳۰۵ کتابخانه‌ای بنام «کتابخانه بلدیه تهران» توسط شهرداری وقت تهران تأسیس گردید که می‌توان آن را نخستین کتابخانه عمومی به مفهوم جدید دانست و بعدازآن و به فاصله زیادی یعنی در مهرماه سال ۱۳۴۰ کتابخانه عمومی پارک شهر افتتاح گردید در دهه ۴۰ به‌تدریج تعداد کتابخانه‌های عمومی، به‌ویژه در پارک‌های تهران افزایش یافت. در ماه آبان سال ۱۳۴۲ تأسیس و نگهداری کتابخانه‌های عمومی بر اساس مصوبه وزارت کشور به سازمان کتابخانه‌های عمومی شهر تهران واگذار گردید. در آذرماه ۱۳۴۳ سازمان مذکور تأسیس و در ۲۹ دی ماه ۱۳۴۴ قانونی به تصویب رسید که بر اساس ماده یک آن ۵/۱ درصد از درآمد سالانه شهرداری‌ها به ایجاد و توسعه کتابخانه‌های عمومی اختصاص یافت. با اجرای این قانون به‌تدریج در تمامی شهرهای بزرگ و کوچک ایران کتابخانه‌های عمومی ایجاد شد و متعاقب تصویب این قانون در هر شهر انجمنی به نام انجمن کتابخانه‌های عمومی تشکیل گردید. جهت اداره انجمن‌ها و ایجاد هماهنگی در کار آن‌ها تشکیلاتی تحت نام «هیئت‌امنای کتابخانه‌های عمومی کشور» به ریاست وزیر فرهنگ و هنر وقت و ۵ عضو دیگر که به پیشنهاد وی انتخاب می‌شدند ایجاد گردید.
روند تأسیس کتابخانه‌های عمومی در سال‌های ۷۵–۱۳۷۰ موجب شد تنها طی این مدت حدود ۴۰ واحد کتابخانه عمومی احداث و به مجموعه قبلی افزوده شود، در سال ۱۳۷۴ حدود ۱۴ واحد به‌شدت، فعالیت خود را شروع کرده‌اند. در سال‌های ۱۳۷۵، ۵ کتابخانه و سال ۱۳۷۶ حدود ۶ کتابخانه، سال‌های ۷۸ تا ۱۳۸۰ حدود ۵ واحد، سال ۱۳۸۱ تعداد ۱۱ واحد و سال‌های ۱۳۸۳ و ۱۳۸۲ درمجموع ۱۱ کتابخانه عمومی زیرپوشش شهرداری تهران تأسیس و در زمینة مسائل فرهنگی و اجتماعی، به شهروندان تهرانی خدمت‌رسانی نموده‌اند.

## وضعیت
ارائه خدمات جنبی و تنوع آن‌ها در کتابخانه‌های عمومی وابسته به نهاد کتابخانه‌ها در شهر تهران در سطح پایینی قرار دارد، مهم‌ترین موانع در ارائه خدمات جنبی، کمبود نیروی انسانی، بودجه و امکانات هستند. همچنین فقدان حمایت سازمان مادر (نهاد کتابخانه‌های عمومی کشور) و اختصاص ندادن بودجه برای اجرای خدمات مرجع الکترونیکی مانع مهم دیگر برای وجود خدمات مرجع الکترونیکی در این کتابخانه‌ها است.
یافته‌های حاصل از تحقیقات نشان می‌دهد مراجعین از کیفیت خدمات کتابخانه‌های عمومی رضایت چندانی ندارند و شهروندان تهرانی از کتابخانه‌های عمومی شهر تهران چندان بهره‌مند نیستند. اگرچه سطح رضایتمندی اعضای کتابخانه‌های شهرداری نسبت به سایر کتابخانه‌های شهر بالاتر است.

### معلولان و کتابخانه‌های عمومی شهر تهران
بر اساس تحقیقی ۶۲ درصد از کتابداران کتابخانه‌های عمومی شهر تهران گفته‌اند که ساختمان کتابخانه‌های عمومی شهر تهران، شرایط لازم را برای معلولین و نابینایان دارند. از میان امکانات کتابخانه دسترس‌پذیر بودن تلفن‌های عمومی در کتابخانه‌ها با میانگین ۵۸/۲ وضعیت بهتری دارد. سپس وجود سیستم خروج اضطراری برای آن‌ها و سرویس‌های بهداشتی قابل‌استفاده برای ایشان به ترتیب با میانگین ۱۳/۲ و ۱۱/۲ وضعیت بهتری از سایر موارد دارند.

## کتابخانهٔ شبانه‌روزی در شهر تهران
بنا به گزارش سایت سازمان صداوسیمای ایران (۱۳۹۴\۰۲\۲۶)، محمدباقر قالیباف شهردار تهران اعلام کرده‌است که بیش از هفتاد کتابخانه شبانه‌روزی در تهران فعالیت می‌کنند. بنا به سایت خانه ملت (۱۳۹۴/۰۴/۰۷) لاله افتخاری نماینده مردم تهران، ری، شمیرانات و اسلامشهر اعلام داشت که کتابخانه ملی تنها کتابخانه شبانه‌روزی پایتخت است؛ و ازآنجایی‌که افراد زیادی از مسیرهای مختلف برای استفاده از خدمات این کتابخانه به این مرکز مراجعه می‌کنند لازم است کتابخانه‌های شبانه‌روزی دیگری نیز در شهر تهران ایجاد شود.

بر اساس برخی سایت‌های خبری به گفتهٔ ناصر امانی معاون برنامه‌ریزی و توسعه شهری و امور شوراهای شهرداری تهران، شهرداری تهران در سال ۹۴، مبلغ ۶۰ میلیارد ریال با عنوان حمایت از کتابخانه‌های عمومی شهر تهران که در اختیار انجمن کتابخانه‌های شهر قرار می‌گیرد و در بودجه شهرداری مصوب شورای اسلامی شهر نیز لحاظ و به امور کتابخانه‌ها اختصاص داده‌است. شهرداری تهران همچنین در سال ۹۴ مبلغ ۴۳ میلیارد ریال با عنوان (نگهداری کتابخانه‌ها و قرائت‌خانه) و مبلغ ۳۳ میلیارد ریال هم با عنوان (توسعه و تجهیز کتابخانه‌ها و قرائت‌خانه‌ها) را نیز در اعتبارات پیش‌بینی کرده‌است. ناصر امانی همچنین اعلام کرده‌است: 
علاوه بر اعتبارات فوق شهرداری تهران در امر ترویج کتاب و توسعه کتابخانه‌ها اقدامات گسترده‌ای انجام می‌دهد از قبیل ایجاد و اداره کتابخانه‌ها در کلیه مراکز و مجموعه‌های فرهنگی ازجمله فرهنگ‌سراها، خانه‌های فرهنگ، سرای محلات، احداث بوستانی با عنوان باغ کتاب در اراضی عباس‌آباد، دایر نمودن کتابخانه‌های شبانه‌روزی در نقاط مختلف تهران، اهدای کتاب به مدارس شهر تهران در قالب نمایشگاه یاد یاران، تجهیز و تعمیر و اهداء کتاب به مساجد شهر تهران و سایر اقداماتی که شهروندان آگاه تهرانی به خوبی شاهد آن هستند.